# Springerton (Illinois)
Springerton es una villa ubicada en el condado de White en el estado estadounidense de Illinois. En el Censo de 2010 tenía una población de 110 habitantes y una densidad poblacional de 339,77 personas por km².

## Geografía
Springerton se encuentra ubicada en las coordenadas 38°10′43″N 88°21′17″O / 38.17861, -88.35472. Según la Oficina del Censo de los Estados Unidos, Springerton tiene una superficie total de 0.32 km², de la cual 0.32 km² corresponden a tierra firme y (0%) 0 km² es agua.

## Demografía
Según el censo de 2010, había 110 personas residiendo en Springerton. La densidad de población era de 339,77 hab./km². De los 110 habitantes, Springerton estaba compuesto por el 97.27% blancos, el 0% eran afroamericanos, el 1.82% eran amerindios, el 0% eran asiáticos, el 0% eran isleños del Pacífico, el 0% eran de otras razas y el 0.91% pertenecían a dos o más razas. Del total de la población el 0% eran hispanos o latinos de cualquier raza.